# Calodendrum
Genre
Calodendrum est un genre d'arbres de la famille des Rutaceae.

## Liste d'espèces
Selon Catalogue of Life (6 décembre 2017), Tropicos (6 décembre 2017) et The Plant List (6 décembre 2017), le genre comprend deux espèces :
- Calodendrum capense (L. fil.) Thunb.
- Calodendrum eickii Engl. − parfois écrite Calodendrum eichii.

ITIS (6 décembre 2017) et NCBI (6 décembre 2017) ne reconnaissent que Calodendrum capense.